# Vague Draupner

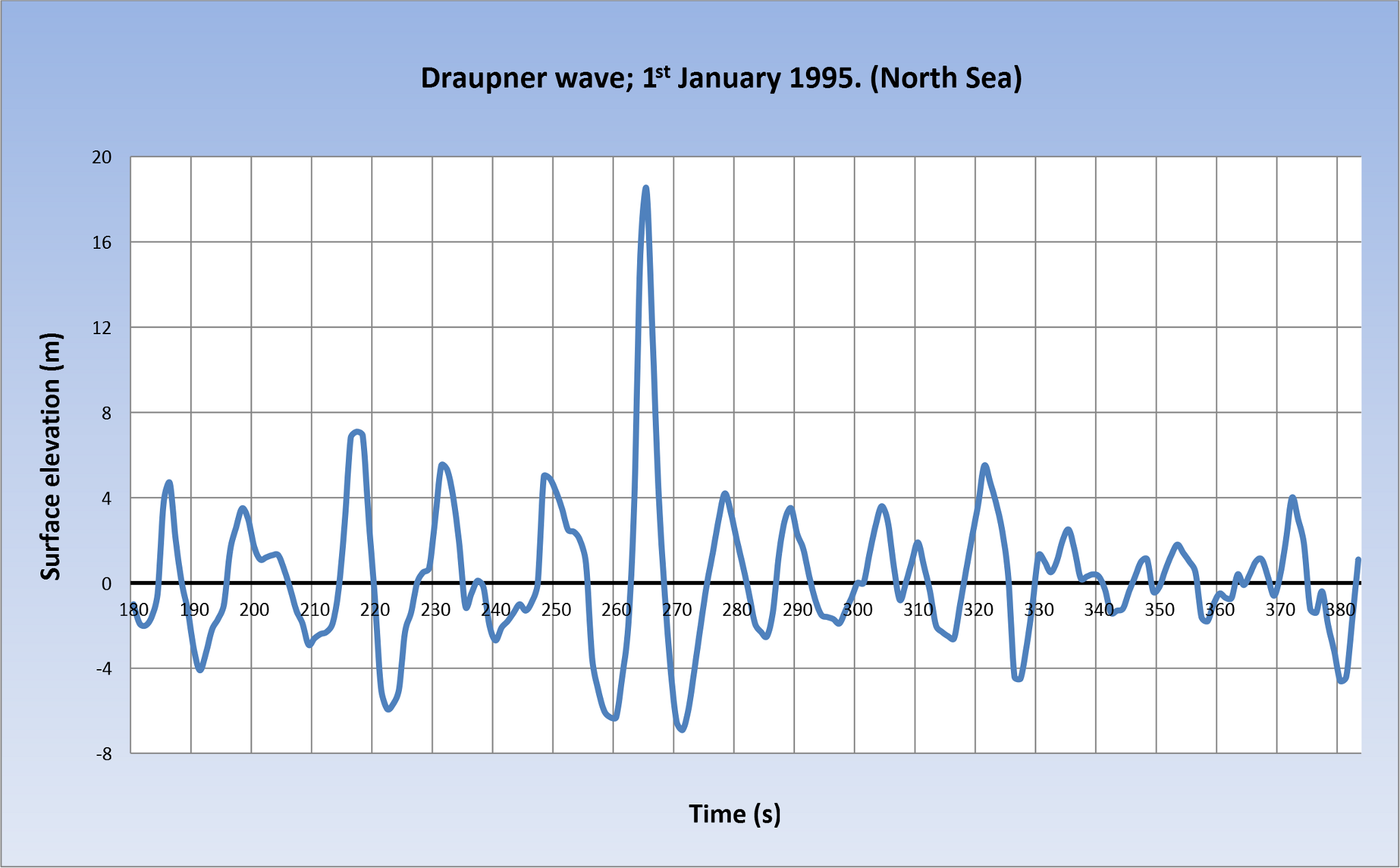
Enregistrement de la vague.

La vague Draupner, ou vague du Nouvel An, est une vague scélérate remarquable, en particulier du fait qu'elle a pu être enregistrée par des capteurs scientifiques. Elle a été détectée sur la plate-forme pétrolière Draupner (en) dans la mer du Nord, au large de la Norvège, le 1er janvier 1995.
La mise à disposition de la communauté scientifique de ces mesures a permis de nombreuses études, que la politique de confidentialité des détenteurs de données ou le format de ces dernières avaient empêchées auparavant.
Contrairement à certaines croyances, les scientifiques ne remettaient pas en cause jusque-là l'existence de vagues scélérates, mais les mesures dont ils disposaient, depuis celle d'une vague de 112 pieds (33 mètres) mesurée au théodolite par l'USS Ramapo en 1933 jusqu'à celles des champs pétroliers de Gorm, Frigg ou Alwyn en mer du Nord par exemple, en passant par les 67 pieds (20,4 mètres) enregistrés par la frégate météo britannique Weather Reporter en 1961, ne se prêtaient pas facilement à leurs investigations.
Cette vague a infligé des dégâts mineurs à un pont provisoire installé pour effectuer des travaux, mais pas à la plate-forme elle-même, qui est prévue pour supporter des vagues plus hautes. Au point de mesure, la hauteur de la vague atteignait {\displaystyle H}=25,6 m pour une hauteur significative {\displaystyle H_{s}}=10,8 m. Le rapport {\displaystyle H/H_{s}} =2,37 est donc supérieur au seuil de 2,1 caractérisant une vague scélérate.